# حمد عبدلي
حمد عبدلي (مواليد 17 نوفمبر 1999) هو لاعب كرة قدم جزائري يلعب في مركز خط الوسط في نادي أنجيه.

## روابط خارجية
- حمد عبدلي على موقع رابطة كرة القدم الفرنسية للمحترفين (الإنجليزية)
- حمد عبدلي على موقع قاعدة بيانات كرة القدم.إي يو (الإنجليزية)
- حمد عبدلي على موقع ناشيونال فوتبول تيمز (الإنجليزية)
- حمد عبدلي على موقع Soccerway.com (الإنجليزية)